# Аугустусплац
Аугустусплац (нем. Augustusplatz — площадь Августа) — самая большая площадь немецкого города Лейпциг в федеральной земле Саксония. Расположенная на восточной границе исторического центра Лейпцига и названная в честь первого саксонского короля Фридриха Августа I, она является одним из важнейших транспортных узлов города, и вплоть до разрушений во Второй мировой войне считалась одной из самых красивых площадей Германии. На площади расположен целый ряд знаковых для Лейпцига сооружений, среди прочего: основное здание университета, здание оперы и Гевандхаус.

## Описание
Аугустусплац представляет собой вытянутый прямоугольник площадью порядка 40 000 м² и является тем самым крупнейшей городской площадью Лейпцига. На неё выходят улицы Гёте-штрассе (нем. Goethestrasse), пешеходная Гриммаише-штрассе (нем. Grimmaische Strasse), Гриммаишер-штайнвег (нем. Grimmaischer Steinweg) и Георги-ринг (нем. Georgiring) как часть кольцевой улицы Ринг. С южной стороны к площади Августа примыкают площадь Курта Мазура (нем. Kurt-Masur-Platz) и Россплац (нем. Rossplatz)
Границы площади образованы: с севера — зданием оперы, с запада — зданиями Commerzbank, «высотки Кроха» (с принадлежащими университету Институтом египтологии с Египетским музеем и Институтом Древнего Востока), бывшего торгового дома Bamberger & Hertz и университетским кампусом с новой университетской церковью св. Павла и «университетской высоткой» City-Hochhaus, с юга — зданием нового Гевандхауса, и с востока — высоткой Europa-haus, гостиницей Radisson Blu и бывшим зданием главной почты.
Украшение площади Августа составляют Фонтан Менде перед зданием Гевандхуаса и так называемый оперный фонтан перед зданием оперного театра. Кроме того, на перекрёстке с Гриммаише-штрассе находится один из памятников Мирной революции — Колокол демократии работы Виа Левандовски.

## История

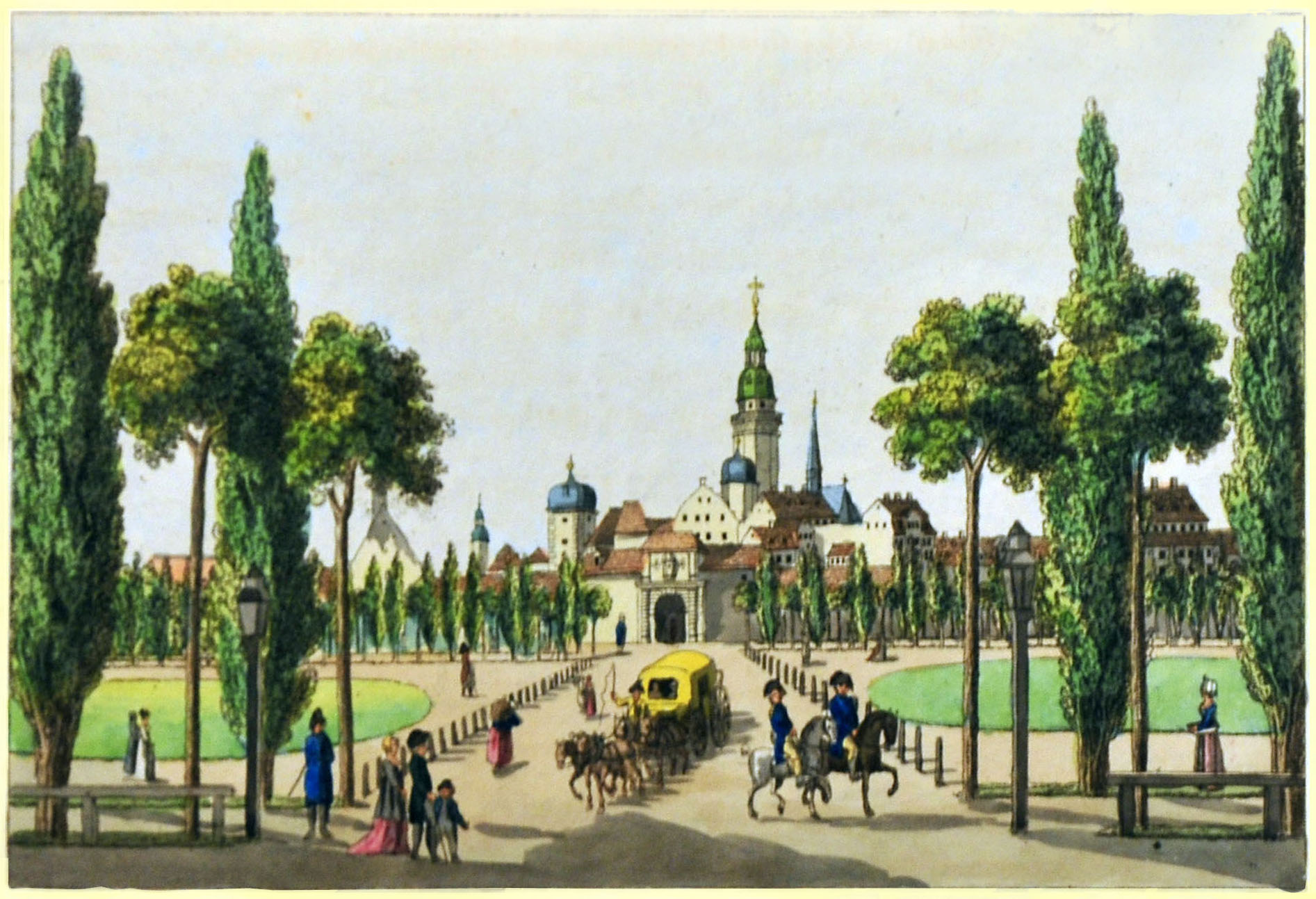
Площадь в 1804 г.

Разбивка площади по инициативе бургомистра Мюллера и по проекту городского архитектора Иоганна Карла Фридриха Дауте (нем. Johann Carl Friedrich Dauthe, 1746—1816) состоялась в 1785 году после сноса старых городских укреплений, и была частью проекта по обустройству опоясывающего город парка-променада.

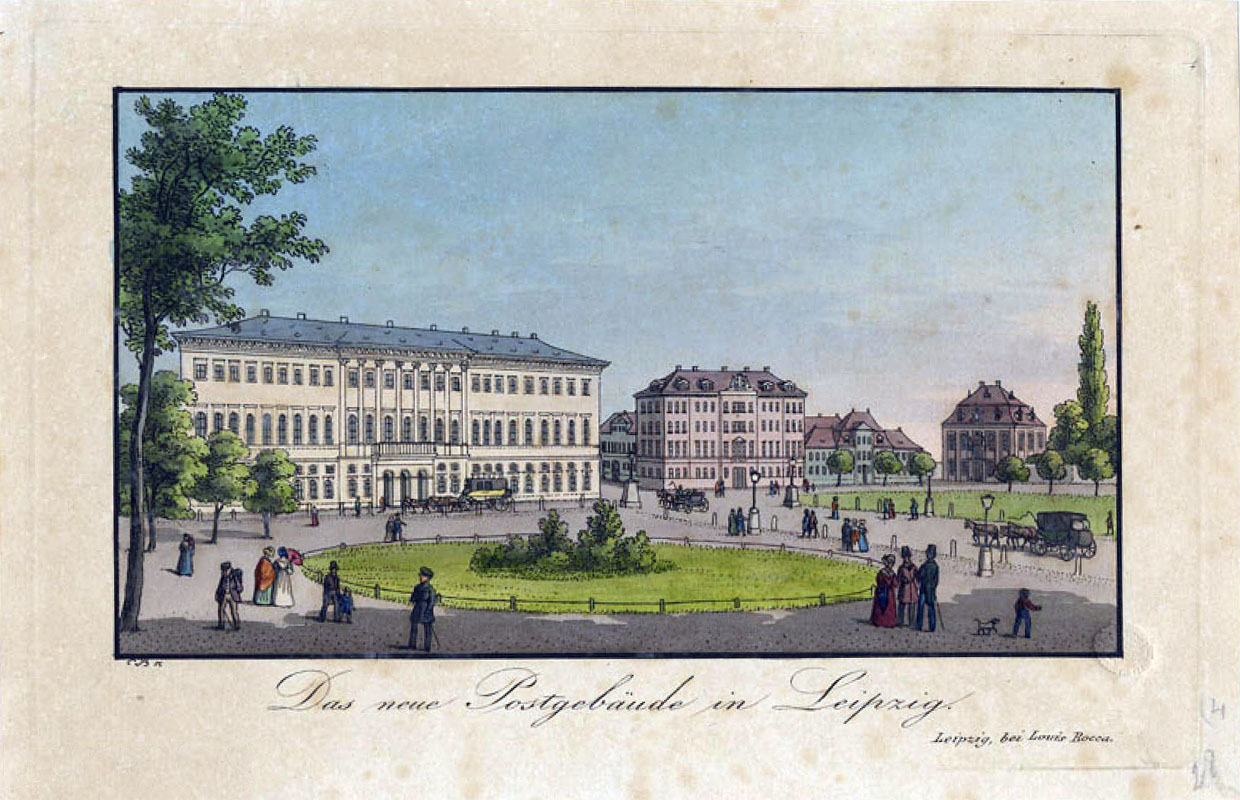
Здание почты и издательский дом Тойбнера (после 1838 г.)

Начало архитектурному формированию площади положил издатель и книготорговец Бенедикт Готтхельф Тойбнер, в 1821 году выстроивший на пересечении с улицей Гриммаишер-Штайнвег (нем. Grimmaischer Steinweg) первое крупное репрезентативное здание в классицистическом стиле. На другой стороне улицы в 1835—1838 годах по проекту Вольдемара Германна городским архитектором Альбертом Гойтебрюкком (нем. Albert Geutebrück, 1801—1868) было возведено здание Главной почты.
Переустройство «внутренней», городской стороны площади началось после сноса городских ворот (нем. Grimmaisches Tor) в 1831 году и с последовавшим основанием Вильгельмом Фельше (нем. Wilhelm Felsche, 1798—1867) Cafe français по образцу парижских кофейных домов, быстро снискавшем славу лучшей кондитерской города. Одновременно, в 1831—1836 годах Гойтебрюкком по эскизам Карла Фридриха Шинкеля было выстроено новое здание университета (Августинум) и перестроен фасад университетской церкви св. Павла.

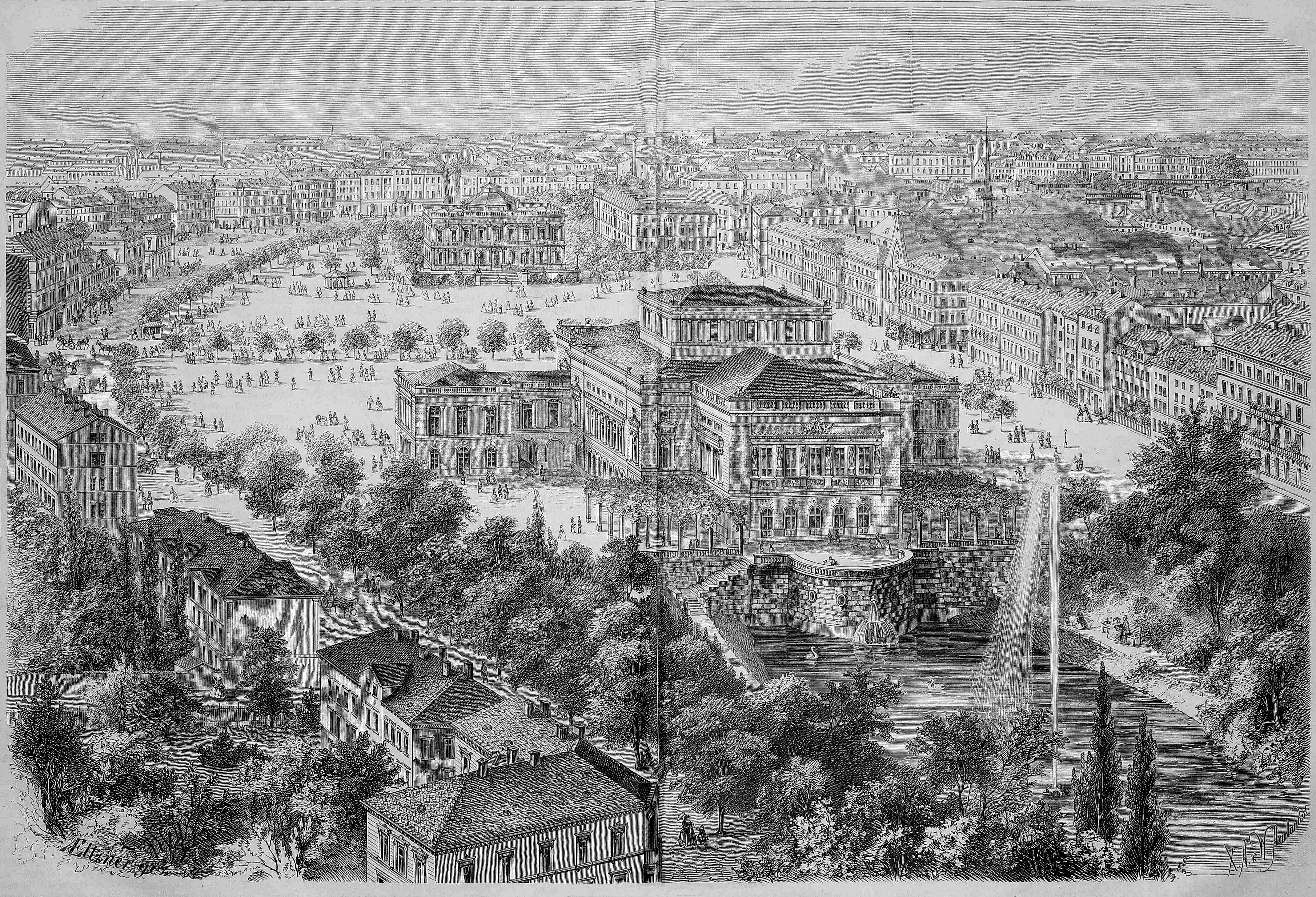
Новый театр (ок. 1870 г.)

В 1839 году площадь, до того именовавшаяся просто площадью перед Гриммскими воротами (нем. Platz vor dem Grimmaischen Tor) получила своё современное название нем. Augustusplatz (площадь Августа) — в честь первого саксонского короля Фридриха Августа I.
Южная граница площади Августа была с 1858 года определена зданием Городского музея (в настоящее время — Музей изобразительных искусств), выстроенным по проекту Людвига Ланге в стиле итальянского Возрождения. Десять лет спустя, в 1868 году на северной стороне площади был открыт спроектированный Карлом Лангхансом Новый театр.

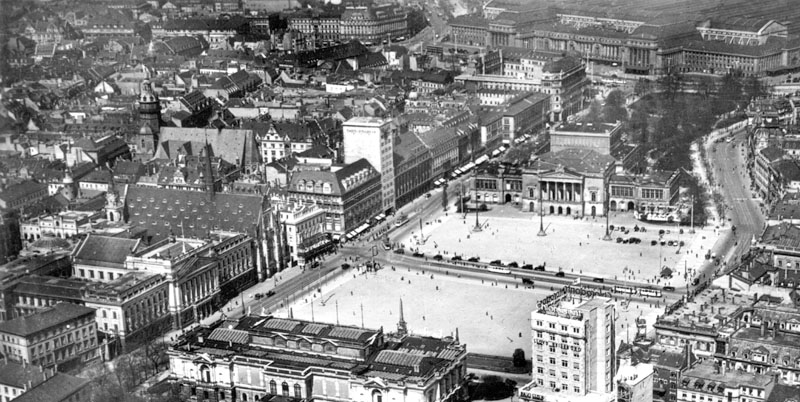
Общий вид площади (около 1930 года)

В связи со стремительным ростом города в конце XIX века определяющие облик площади сооружения были перестроены в модном тогда стиле историзм: в 1880—1886 годах — здание Городского музея по проекту Хуго Лихта (в 1886 году перед музеем был открыт необарочный фонтан Менде), в 1881—1884 годах — здание почты по проекту Августа Кинда, в 1892—1897 — здание университета и университетская церковь по проекту Арведа Россбаха, в 1910 году — Cafè français (с 1914 года — Cafè Felsche).
В 1901—1903 годах на внешней стороне площади, на Ринге был выстроен так называемый Голландский дом (нем. Niderländisches Haus) — единственный реализованный в Германии проект Хендрика Петрюса Берлаге. В конце 1920-х годов облик площади дополнили первые высотные сооружения города: так называемая Высотка Кроха (нем. Krochhochhaus) и — на соседнем с Голландским домом участке — Европа-хаус (нем. Europahaus) высотой 43 и 56 метров соответственно.
Во Второй мировой войне в результате массированной авиабомбардировки Лейпцига 4 декабря 1943 года значительная часть застройки на Аугустусплац оказалась серьёзно повреждена (Главное здание университета, Новый театр, Городской музей), либо полностью разрушена (здание Главной почты).

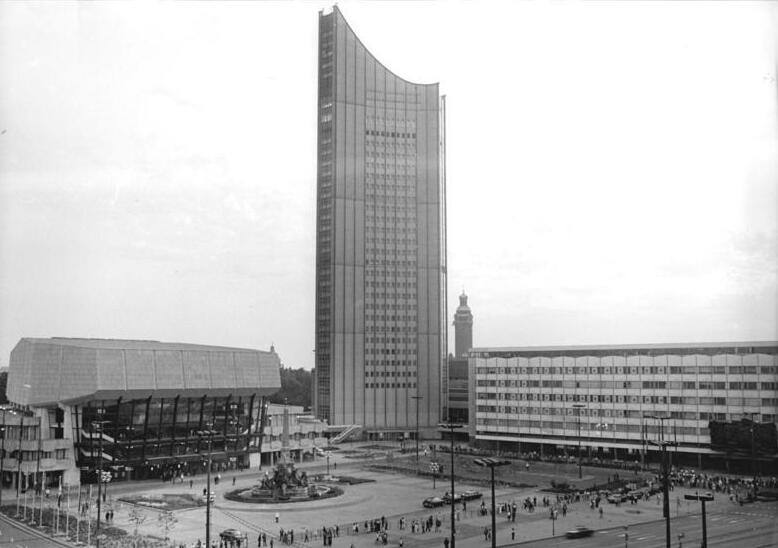
Карл-Маркс-плац: университетский кампус и новый Гевандхаус (1982 год)

В первые послевоенные годы основное внимание уделялось восстановлению промышленного производства, и лишь в конце 1950-х — в 1960-е годы — после принятия нового генерального плана города — на площади, с 1945 года носившей имя Карла Маркса, начались строительные работы, призванные придать Лейпцигу характер «социалистического города». Так, после сноса руин Нового театра, на его месте в 1960 году было открыто современное здание лейпцигской оперы; в 1964 году ему последовали обновлённое здание почты, в 1965 году — гостиница нем. Hotel Deutschland (с 1973 года — Hotel am Ring). В 1977—1981 годах — прежде всего, благодаря инициативе Курта Мазура — было возведено также новое здание Гевандхауса.
Вероятно, самой существенной потерей был осуществлённый в 1968 году снос полностью сохранившейся университетской церкви св. Павла постройки XIII века и пострадавшего в войне главного здания университета, несмотря на протесты горожан и окружного ведомства по охране памятников. На их месте вплоть до 1975 года был выстроен новый университетский комплекс, увенчанный так называемой университетской высоткой.
После Мирной революции площади было возвращено её историческое наименование Аугустусплатц, и в 1996—1998 годах последовало её полное переустройство, выразившееся, прежде всего, в строительстве большого подземного паркинга с сопутствующими ему техническими надстройками и в высадке зелёных насаждений. К 600-летнему юбилею университета в 2009 году было решено также восстановить важную для исторической памяти Лейпцига университетскую церковь, что привело, однако, к ожесточённым дискуссиям о возможностях её будущего использования. Объявленный международный конкурс смог выиграть голландский архитектор Эрик ван Эгераат, предложивший современными средствами напомнить о разрушенных в 1968 году постройках, однако освящение новой университетской церкви — Паулинума — из-за технических сложностей реализации проекта состоялось лишь в декабре 2017 года.

Современный вид площади от здания Гевандхауса